# 弗朗索瓦·皮諾
弗朗索瓦·皮諾（François Pinault、1936年8月21日—）是一位法國億萬富翁，也是開雲集團和投資控股阿耳忒彌斯集團的共同創辦人。
他於1960年代初涉足木材行業。1988年公司上市後，投資專賣店連鎖店，並更名為Pinault-Printemps-Redoute（PPR）。1999年底，PPR轉向奢侈品和時尚領域。2003年，他將公司的管理權移交給長子弗朗索瓦-亨利·皮諾，以追尋他對當代藝術的熱愛。

## 生平
1936年8月21日，弗朗索瓦·皮諾於法國西部布列塔尼北部的萊尚熱羅出生。他的父親是一位木材商人。
皮諾在法國鄉村長大，他的職業生涯始於家族的木材生意。16歲時，他從雷恩聖馬丁學院輟學。1956年，他在阿爾及利亞戰爭期間入伍。之後他回到了家族企業，在父親去世後，他將企業出售。